# Sollevamento pesi ai Giochi della IX Olimpiade - Pesi piuma
La competizione della categoria pesi piuma (fino a 60 kg) di sollevamento pesi ai Giochi della IX Olimpiade si tenne i giorni 28 e 29 luglio 1928 al Krachtsportgebouw di Amsterdam.

## Regolamento
La classifica era ottenuta con la somma delle migliori alzate delle seguenti 3 prove:
- Distensione lenta
- Strappo
- Slancio

Su ogni prova ogni concorrente aveva diritto a tre alzate.

## Risultati
| Pos.    | Atleta           | Nazione        | Totale | Distensione lenta | Distensione lenta | Distensione lenta | Strappo | Strappo | Strappo | Slancio | Slancio | Slancio |
| Pos.    | Atleta           | Nazione        | Totale | 1                 | 2                 | 3                 | 1       | 2       | 3       | 1       | 2       | 3       |
| ------- | ---------------- | -------------- | ------ | ----------------- | ----------------- | ----------------- | ------- | ------- | ------- | ------- | ------- | ------- |
| Oro     | Franz Andrysek   | Austria        | 287,5  | 70,0              | 75,0              | 77,5              | 85      | 90,0    | -       | 115     | 120,0   | 122,5   |
| Argento | Pierino Gabetti  | Italia         | 282,5  | 72,5              | 77,5              | 80,0              | 82,5    | 85      | 90,0    | 107,5   | 112,5   | 115,0   |
| Bronzo  | Hans Wölpert     | Germania       | 282,5  | 87,5              | 92,5              | -                 | 77,5    | 82,5    | -       | 107,5   | 112,5   | 112,5   |
| 4       | Giuseppe Conca   | Italia         | 277,5  | 85                | 90                | 92,5              | 75      | 80,0    | -       | 105,0   | -       | 112,5   |
| 5       | Arthur Reinmann  | Svizzera       | 275,0  | 75                | 80                | 82,5              | 72,5    | 77,5    | 82,5    | 100     | 105     | 110,0   |
| 6       | Andreas Stadler  | Austria        | 267,5  | 67,5              | 72,5              | 75,0              | 80,0    | -       | -       | 115,0   | 115,0   | 115,0   |
| 7       | Henri Baudrand   | Francia        | 265,0  | 72,5              | 77,5              | -                 | 80,0    | 80,0    | -       | 102,5   | 107,5   | 107,5   |
| 8       | Cemal Erçman     | Turchia        | 262,5  | 80                | 85,0              | -                 | 67,5    | 75      | -       | 95      | 100     | 102,5   |
| 8       | Josef Vacek      | Cecoslovacchia | 262,5  | 75                | 80,0              | 80,0              | 75      | 80      | 82,5    | -       | 100,0   | -       |
| 10      | Henri Rivère     | Francia        | 260,0  | 62,5              | 67,5              | 70,0              | 80      | 85,0    | -       | 102,5   | 107,5   | 110,0   |
| 11      | Ferdinand Renier | Belgio         | 255,0  | 65                | 70,0              | -                 | 77,5    | 77,5    | 77,5    | 97,5    | 102,5   | 105,0   |
| 11      | Eugen Mühlberger | Germania       | 255,0  | 70,0              | -                 | -                 | 80,0    | -       | -       | 105,0   | 105,0   | 110,0   |
| 11      | António Pereira  | Portogallo     | 255,0  | 65                | 70,0              | 72,5              | 75      | 80,0    | 80,0    | 100     | 105,0   | 105,0   |
| 14      | Aleksander Kask  | Estonia        | 250,0  | 75,0              | 75,0              | -                 | -       | 75,0    | -       | -       | 100,0   | -       |
| 14      | Justin Tissot    | Svizzera       | 250,0  | 65                | 70                | 72,5              | 77,5    | 77,5    | -       | 95      | 100,0   | -       |
| 16      | Albert Maes      | Belgio         | 247,5  | 72,5              | -                 | -                 | 75,0    | 75,0    | 75,0    | -       | 100,0   | -       |
| 16      | Hendrik de Wolf  | Paesi Bassi    | 247,5  | 67,5              | 72,5              | 75,0              | 75,0    | -       | -       | 100,0   | 100,0   | -       |
| 18      | Alfred Baxter    | Gran Bretagna  | 240,0  | 67,5              | 72,5              | 75,0              | 67,5    | 67,5    | -       | 92,5    | 97,5    | -       |
| 19      | Cornelis Compter | Paesi Bassi    | 237,5  | 70                | 75,0              | -                 | 70,0    | 75,0    | 75,0    | 92,5    | -       | -       |
| 20      | Alfred Hopkins   | Gran Bretagna  | 227,5  | 60,0              | 65,0              | 65,0              | 67,5    | 72,5    | -       | 90,0    | 95,0    | -       |
| 21      | Casimiro Vega    | Argentina      | 222,5  | 60,0              | 65,0              | 65,0              | 67,5    | -       | -       | 90      | 95,0    | -       |